# Lino Martschini
Lino Martschini (* 21. Januar 1993 in Luzern) ist ein Schweizer Eishockeyspieler, der seit Juli 2012 erneut beim EV Zug aus der National League unter Vertrag steht und dort auf der Position des rechten Flügelstürmers spielt. Mit dem EV Zug gewann Martschini in den Jahren 2021 und 2022 jeweils die Schweizer Meisterschaft. Er ist der kleinste Spieler der National League.

## Karriere
Lino Martschini begann seine Karriere als Eishockeyspieler beim HC Luzern, wechselte aber früh in die Nachwuchsabteilung des EV Zug, in der er bis 2010 aktiv war. Anschliessend trat er zwei Jahre lang für die Peterborough Petes in der kanadischen Juniorenliga Ontario Hockey League (OHL) an. Zur Saison 2012/13 kehrte der Flügelspieler zum EV Zug zurück, für dessen Profimannschaft er sein Debüt in der National League A (NLA) gab. Am 22. Januar 2013 im Spiel gegen die SCL Tigers erzielte Martschini seinen ersten Hattrick.
Martschini wurde im Mai 2021 zum ersten Mal in seiner Karriere Schweizer Meister mit dem EV Zug, ehe er den Erfolg mit dem Team im folgenden Jahr wiederholte.

### International
Für die Schweiz nahm Martschini an den U18-Junioren-Weltmeisterschaften 2010 und 2011 sowie den U20-Junioren-Weltmeisterschaften 2012 und 2013 teil. Im Herrenbereich stand er bei den Weltmeisterschaften 2016 und 2019 für die Schweiz auf dem Eis.

## Erfolge und Auszeichnungen
| - 2013 NLA Youngster of the Year - 2015 NLA Media Swiss All-Star Team - 2016 Bester Torschütze der NLA-Hauptrunde - 2016 NLA Media Swiss All-Star Team - 2017 NLA Media All-Star Team - 2017 NLA Media Swiss All-Star Team - 2019 Schweizer Cupsieger mit dem EV Zug | - 2019 Topscorer der NL-Playoffs - 2019 Bester Torschütze der NL-Playoffs - 2019 NL Media Swiss All-Star Team - 2021 Schweizer Meister mit dem EV Zug - 2022 Schweizer Meister mit dem EV Zug - 2023 NL Media Swiss All-Star Team |

## Karrierestatistik
Stand: Ende der Saison 2024/25

### International
Vertrat die Schweiz bei:
| - U18-Junioren-Weltmeisterschaft 2010 - U18-Junioren-Weltmeisterschaft 2011 - U20-Junioren-Weltmeisterschaft 2012 | - U20-Junioren-Weltmeisterschaft 2013 - Weltmeisterschaft 2016 - Weltmeisterschaft 2019 |

(Legende zur Spielerstatistik: Sp oder GP = absolvierte Spiele; T oder G = erzielte Tore; V oder A = erzielte Assists; Pkt oder Pts = erzielte Scorerpunkte; SM oder PIM = erhaltene Strafminuten; +/− = Plus/Minus-Bilanz; PP = erzielte Überzahltore; SH = erzielte Unterzahltore; GW = erzielte Siegtore; 1 Play-downs/Relegation; Kursiv: Statistik nicht vollständig)